# Lasioglossum nicias
Lasioglossum nicias är en biart som beskrevs av Ebmer 1997. Lasioglossum nicias ingår i släktet smalbin, och familjen vägbin. Inga underarter finns listade i Catalogue of Life.